# Universidade Nacional de Educação de Cheongju
A Universidade Nacional de Educação de Cheongju (CNUE) é uma universidade nacional situada em Cheongju, Chungcheong do Norte, Coreia do Sul. Fundada em março de 1941 com o nome de Escola Normal de Cheongju, a instituição é uma das diversas universidades especializadas na formação de professores do ensino fundamental.

## Departamentos de graduação
- Departamento de Educação Ética
- Departamento de Educação da Língua Coreana
- Departamento de Educação de Estudos Sociais
- Departamento de Educação em Matemática
- Departamento de Educação em Ciências
- Departamento de Educação Física
- Departamento de Educação em Música
- Departamento de Educação em Belas Artes
- Departamento de Educação em Curso Prático
- Departamento de Educação Elementar
- Departamento de Educação de Inglês
- Departamento de Educação em Computação